# Omar Nieto
Omar Nieto Campos (Morelia, Michoacán, México, 31 de agosto de 1985) es cantante de ópera con tesitura de bajo-barítono, músico, compositor, profesor y pianista mexicano.

## Reseña biográfica
Omar Nieto nació en la ciudad de Morelia, en el Sanatorio Guadalupano (ahora extinto), el cual se localizaba sobre la Calzada Fray Antonio de San Miguel. De niño padeció sinusitis, fue introvertido y mostraba sensibilidad por las artes, principalmente por influencia de su madre, quien llegó a dedicarse a las artes plásticas, sobre todo a la pintura. De esta forma, dibujar se convirtió en su pasatiempo favorito en clases. A pesar de ello, Omar prefirió la plastilina y estaba convencido de querer ser escultor. En su infancia también tuvo acercamiento al teclado y la flauta, instrumentos con los que llegó a desarrollar su oído, ya que lograba tocar melodías con solo escucharlas. 
A la edad de 15 años inició estudios de piano en una academia de música. Su inclinación por la música clásica se acentuó cuando cursaba los estudios de bachillerato, pues un estudiante que se dedicaba al mariachi le prestó un CD con música para piano, en donde venían obras de Beethoven, Chopin, Scarlatti, entre otros. A partir de entonces, Omar Nieto tuvo la certeza de que aquello era a lo que quería dedicarse, de tal suerte que ingresó al Conservatorio de las Rosas, en donde estudió música y piano. Omar Nieto quería ser pianista y compositor. Ya comenzaba a componer, con ayuda del teclado, algunas piezas, sin embargo, hasta que ingresó al Conservatorio de las Rosas supo cómo plasmarlas en una partitura.
Su talento vocal fue descubierto mientras cantaba en el coro, pero no fue sino hasta que formó parte de la Coral de las Rosas, a cargo del eminente director de coros Jorge Medina Leal, que fue impulsado, pues la maestra Thusnelda Nieto Jara lo llamó para invitarlo a cantar en Die Zabuerflöte, de W. A. Mozart, suceso que lo llevó a debutar como solista en el año 2007 en el Festival Internacional de Música de Morelia, con la batuta del director francés invitado Jean Paul Penin, y escénicamente por Raúl Falcó, con los personajes de Sprecher, Priester 1 y Geharnischter Mann 2.
En agosto del 2008, Omar Nieto se traslada a la actual Ciudad de México, con la finalidad de estudiar con el emblemático maestro de canto Enrique Jaso Mendoza, quien, luego de escucharlo, lo aceptó como aprendiz. En esa ocasión, el maestro llamó a uno de los presentes para que se acercara a escuchar, y pidió a Omar que cantara una nota grave (un Mi3), luego de lo cual el maestro exclamó "Mira qué riqueza" "En Michoacán hay muy buenas voces". 
Una vez en la Ciudad de México, Omar conoció al pianista, compositor, director musical y profesor Emilio Pérez-Casas Beltrán, quien también lo recibió como su alumno. Posteriormente, conoció al tenor y profesor Leonardo Villeda, con quien también tomó clases de canto, además de integrarse a su coro.  También formó parte del coro varonil Orfeón Ciudad de México, con la dirección del maestro Guillermo Mateos Olivares.
En 2011 ingresó a la entonces Escuela Nacional de Música (actualmente Facultad de Música) de la Universidad Nacional Autónoma de México, en donde comenzó a estudiar canto con el legendario barítono, compositor, escritor y pintor Roberto Bañuelas. Cuando el maestro Roberto Bañuelas se retiró por motivos de salud, Omar Nieto continuó y terminó sus estudios de licenciatura con la cantante, clavecinista y profesora Thusnelda Nieto Jara. Omar Nieto se graduó con Mención Honorífica y obtuvo el Título de Licenciado en Música-Canto en la Facultad de Música de la UNAM.
En 2016, año en el que para entonces ya había concluido con los estudios de licenciatura, pero dejando pendiente su servicio social y titulación, Omar regresa a su ciudad natal, Morelia, y emprende una compañía de ópera independiente, en un principio llamada Compañía de Ópera y Arte Lírico de Morelia, posteriormente llamada Ópera de Morelia, en la que funge como director y con la que, entre 2016 y 2019, llevó a cabo 13 funciones a piano de 4 óperas completas, además de 3 recitales. Tradujo y presentó las óperas en español, en una búsqueda por lograr el acercamiento de la ciudadanía, mayor comprensión y disfrute de las obras. Omar Nieto, entre otras tareas, preparaba y ensayaba tanto al coro como a los solistas, él mismo participaba como solista, realizaba las traducciones y adaptaciones de las óperas, e incluso llegó dirigir, al piano, en funciones, como sucedió con la ópera La Flauta Mágica, en los teatros Ocampo y Morelos, de la Ciudad de Morelia, en el año 2017. 
En 2022 viajó a Barcelona para cursar los estudios de Maestría en interpretación de ópera en el Conservatorio Superior de Música del Liceo. Desde entonces ha sido solista en Andorra, Jerusalén, Viena y Barcelona.
Omar Nieto ha editado y publicado partituras de canciones mexicanas ad honorem, y es investigador de la técnica del bel canto.

## Actuaciones
Hasta ahora, Omar Nieto ha interpretado públicamente 26 personajes en ópera, zarzuela y musical.

### Ópera
| Rol                                                                | Ópera                 | Compositor         |
| Sprecher, Priester and Geharnischter Mann (2007) / Sarastro (2017) | Die Zauberflöte       | W. A. Mozart       |
| Il Commendatore (2014)                                             | Don Giovanni          | W. A. Mozart       |
| Ferrando (2013)                                                    | Il Trovatore          | G. Verdi           |
| Ramphis (2013)                                                     | Aida                  | G. Verdi           |
| Conte di Monterone (2013) / Sparafucile (2022)                     | Rigoletto             | G. Verdi           |
| Colline (2014)                                                     | La Bohème             | G. Puccini         |
| Gran Inquisidor (2012, 2014, 2016, 2019) / Aurelio (2016, 2019)    | La Mulata de Córdoba  | José Pablo Moncayo |
| Colas (2012, 2013, 2016)                                           | Bastien und Bastienne | W. A. Mozart       |
| Dottor Grenvil (2014, 2022)                                        | La Traviata           | G. Verdi           |
| Spinelloccio (2014)                                                | Gianni Schicchi       | G. Puccini         |
| Rey de Corazones (2014)                                            | Alicia                | Federico Ibarra    |
| Don Bartolo, Antonio (2022)                                        | Le nozze di Figaro    | W. A. Mozart       |
| Cesare Angelotti, Carceriere (2022)                                | Tosca                 | G. Puccini         |
| Don Alfonso (2023)                                                 | Così fan tutte        | W. A. Mozart       |

### Zarzuela
| Rol                                                                       | Zarzuela          | Compositor              |
| Don Florito, Un capitán, Un vareador (2011) / Vidal Hernando (2018, 2020) | Luisa Fernanda    | Federico Moreno Torroba |
| Capitán (2022)                                                            | Molinos de viento | Pablo Luna              |

### Musical
| Rol             | Obra                   | Compositor         |
| Caiaphas (2015) | Jesus Christ Superstar | Andrew Lloyd Weber |

### Oratorio
- Krönungsmesse; de W. A. Mozart; (bajo solista, 2018)

### Grabaciones
- Grabación para el Canal 22 en ensamble vocal; Dir. Jorge Medina Leal (2015)
- Grabación del CD de la ópera Alicia, de Federico Ibarra, en el rol de Rey de Corazones (Centro Nacional de las Artes, Cd. de México, 2014)

### Teatro
Omar Nieto ha representado personajes en obras teatro como:
- Così fan tutt(e)i; de Roberto Ruiz Guadalajara (2012)
- Autos, Reses y Excusados; de Víctor Toledo y Emanuel Toledo (2012)
- La Expulsión; de José Ramón Jiménez (2011)

## Formación institucional
- Estudios de música y piano (Conservatorio de las Rosas, 2004-2008).
- Estudios de música y canto (Facultad de Música, Universidad Nacional Autónoma de México, 2011-2016).
- Título de Licenciado en Música-Canto con Mención Honorífica (Facultad de Música, Universidad Nacional Autónoma de México, 2018).
- Maestría en Interpretación de ópera (Conservatorio Superior de Música del Liceo, Barcelona, 2022).

## Maestros
Estudió canto con el tenor y maestro Enrique Jaso Mendoza, el tenor Leonardo Villeda, el barítono Roberto Bañuelas, la cantante y clavecinista Thusnelda Nieto Jara. 
Clases maestras y coaching con Emilio Pérez-Casas, Julio Alexis Muñoz, Lorne Richtone, Joan Martin-Royo, Adrian Thompson, Carlos Chausson, Rodika Hayman, Rupert Dussmann, Markus Hollop, Noé Colín, Javier Camarena y Francisco Araiza.
Estudió piano, principalmente, con Eduardo Montes y Arrollo, y Elena Kolesnikova.
En composición, tomó clases con Rodolfo Vidal Cuellar y Benjamin Davies, sin embargo, básicamente ha sido autodidacta. 

## Directores
Entre los directores con los que Omar Nieto ha colaborado como solista, se encuentran:
- Directores de orquesta: Jean Paul Penin, Mario Rodríguez Taboada, Francisco Savín, Mario Rodríguez Guerra, Enrique Barrios, Fernando Lozano, José Miramontes Zapata, Alejandro Roca, Paolo Spadaro, Alessandro Pagliazzi.

- Directores de teatro y escena: Luis de Tavira, Sandra Meneses, Raúl Falcó, Rafael Félix, César Piña, Rita Gironés, Leopoldo Falcón, Paco Azorín, David Bobée, Jesús León.

## Composiciones
Hasta ahora, la obra musical de Omar Nieto está comprendida, principalmente, por canciones para voz y piano, corales, piezas para piano y música de cámara, aunque también hay proyectos de ópera y oratorio. Algunas partituras de su obra se encuentran a disposición del público en IMSLP.

### Canciones para voz y piano
- Arrullo (sin estrenar)
- Decirte amor (sin estrenar)
- Occhi di femmina (sin estrenar)
- Qué bonito es mi rancho... (sin estrenar)
- Triste adiós (sin estrenar)
- Tus ojos cuando te amo (sin estrenar)
- Yo bendigo tu existencia (Estreno mundial: 08/05/2023, Barcelona)
- Mira'm als ulls (sin estrenar)
- Quin dia perfecte (sin estrenar)

### Corales
- Canto a la amistad (Salmo 133)  (Estreno virtual: 09/05/2021, Youtube)
- Con la noche yo te esperaba  (Estreno virtual: 13/03/2021, Youtube)
- Las Mañanitas (arreglo) (Estreno virtual: 17/07/2021, Youtube)

### Música de cámara
- Microludio, para flauta sola (Estreno mundial: 28/11/2022, Barcelona)
- Sueño de un amor acendrado, para trío de metales (Estreno mundial: 26/04/2023, Museu Picasso, Barcelona)
- Las Mañanitas (arreglo) (Estreno virtual: 17/07/2021, Youtube)

### Piezas para piano
- Canción sin palabras (sin estrenar)
- El comienzo (sin estrenar)
- Gigue en La (sin estrenar)
- Marcha en Sol (sin estrenar)
- Minueto en Eb (sin estrenar)
- Minueto en Sol (sin estrenar)
- Pequeñas piezas para piano (I, II, III, IV) (sin estrenar)